# Academia de Ciências da Tchecoslováquia
A Academia de Ciências da Tchecoslováquia (em tcheco/checo:  Československá akademie věd, em eslovaco:  Česko-slovenská akadémia vied) foi estabelecida em 1953 a fim de ser o centro científico da Tchecoslováquia. Foi sucedida pela Academia de Ciências da República Tcheca (Akademie věd České republiky) e pela Academia de Ciências da Eslováquia (Slovenská akadémia vied) em 1992.

## História
A Real Sociedade de Ciências da Boêmia, que incluía as ciências humanas e naturais, foi estabelecida nas Terras da Coroa da Boêmia em 1784. Depois que o regime comunista totalitário chegou ao poder na Tchecoslováquia em 1948, todas as instituições científicas e sociedades eruditas foram dissolvidas e, em seu lugar, foi fundada a Academia de Ciências da Tchecoslováquia pelo ato nº 52/1952. Compreendeu um complexo de institutos de pesquisa e uma sociedade erudita.
A Academia de Ciências da Eslováquia foi estabelecida em 1942 e re-estabelecida em 1953, sendo uma parte formal da Academia de Ciências da Tchecoslováquia desde 1960 até 1992. A Academia foi submetida a complicadas pressões ideológicas até a queda do regime comunista em 1989. Em 1992 a Academia de Ciências da República Tcheca foi estabelecida pelo ato nº 283/1992.

## Presidentes
- Zdeněk Nejedlý (1952-1962)
- František Šorm (1962-1965; 1965-1969)
- Jaroslav Kožešník (1969-1970, 1970-1977, 1977-1980)
- Bohumil Kvasil (1981-1985)
- Josef Říman (1985-1989)
- Otto Wichterle (1990-1992)

## Pessoas notáveis da Academia
- Jaroslav Heyrovský, laureado com o Nobel de Química de 1959
- Otto Wichterle por sua invenção da moderna lente de contato. Wichterle foi o primeiro presidente da Academia após a volta da democracia na República Tcheca.
- astrofísico Jiří Grygar
- matemáticos Eduard Čech e Otakar Borůvka
- químico Antonín Holý
- matemático polonês Czesław Olech
- pesquisador da maconha e químico Lumír Ondřej Hanuš
- cientista biomédico Ján Vilček